# Шаумян (Адыгея)
Шаумя́н — хутор в Майкопском муниципальном районе Республики Адыгея России.
Входит в состав Победенского сельского поселения.

## Население
| 2002 | 2010 | 2013 | 2014 | 2015 | 2016 | 2017 |
| ---- | ---- | ---- | ---- | ---- | ---- | ---- |
| 313  | ↗388 | ↗394 | ↗403 | ↗405 | ↘383 | ↗385 |
| 2018 | 2019 | 2020 | 2021 | 2023 | 2024 |      |
| ↗386 | ↗390 | ↗393 | ↘279 | ↗291 | ↗299 |      |

По данным Всероссийской переписи населения 2021 года:
| Народ               | Численность, чел. | Доля от всего населения, % |
| ------------------- | ----------------- | -------------------------- |
| армяне              | 146               | 52,33 %                    |
| русские             | 118               | 42,29 %                    |
| другие / не указано | 15                | 5,38 %                     |
| всего               | 279               | 100,0 %                    |

## Улицы
| - Коммунальная, - Комсомольская, | - Партизанская, - Школьная. |